# Риу-Прету-да-Эва (микрорегион)
Риу-Прету-да-Эва (порт. Microrregião de Rio Preto da Eva) — микрорегион в Бразилии, входит в штат Амазонас. Составная часть мезорегиона Центр штата Амазонас. Население составляло 52 894 человека на 2010 год. Занимает площадь 31 235,432 км². Плотность населения — 1,69 чел./км².

## Демография
Согласно сведениям, собранным в ходе переписи 2010 г. Национальным институтом географии и статистики (IBGE), население микрорегиона составляет:
| Полное население                             | Полное население                             | Полное население                             | Полное население                             | 52 894 |
| -------------------------------------------- | -------------------------------------------- | -------------------------------------------- | -------------------------------------------- | ------ |
| в том числе:                                 | Городское население                          | 25 206                                       | Процент городского населения, %              | 47,65  |
|                                              | Сельское население                           | 27 688                                       | Процент сельского населения, %               | 52,35  |
|                                              | Мужское население                            | 27 756                                       | Процент мужского населения, %                | 52,47  |
|                                              | Женское население                            | 25 138                                       | Процент женского населения, %                | 47,53  |
| Плотность населения, чел/км²                 | Плотность населения, чел/км²                 | Плотность населения, чел/км²                 | Плотность населения, чел/км²                 | 1,69   |
| Население микрорегиона в % к населению штата | Население микрорегиона в % к населению штата | Население микрорегиона в % к населению штата | Население микрорегиона в % к населению штата | 1,52   |

## Состав микрорегиона
В составе микрорегиона включены следующие муниципалитеты:
1. Президенти-Фигейреду
2. Риу-Прету-да-Эва